# آنارشی (روابط بین‌الملل)
آنارشی یا اقتدارگریزی (به انگلیسی: anarchy) در نظریه روابط بین‌الملل، وضعیتی در نظام بین‌الملل است که در آن هیچ رهبر یا اقتدار مافوقی در نظام بین‌الملل وجود ندارد. در چنین وضعیتی هیچ حاکمیت جهانی یا حکومت جهانی وجود ندارد. در این وضعیت قدرتی مافوق و اجبارآمیز وجود ندارد تا بتواند منازعات را حل کند، قانون را اجرا کند یا به نظام جهانی نظم دهد، آن گونه که در سیاست داخلی وجود دارد.
در روابط بین‌الملل معمولا «آنارشی» را نشانگر وجود آشوب، بی‌نظمی و کشمکش در جهان نمی‌دانند، بلکه روابط منظم میان دولت‌ها در یک نظام آنارشیک بین‌الملل ممکن است. آنارشی پایه‌های لازم برای پارادایم‌های رئالیست، لیبرال، نئورئالیست و نئولیبرال در روابط بین‌الملل را فراهم می‌کند. تئوری سازه‌انگاری این گزاره که آنارشی شرط بنیادین نظام بین‌الملل است را به چالش می‌کشد. پژوهشگر برساخت‌گرا السکاندر ونت معتقد است: «آنارشی آن است که دولت‌ها باور می‌کنند». 

## واژه‌شناسی
واژه‌ی آنارشی به شکل تحت‌اللفظی به معنای «بدون رهبر» است. این واژه از ترکیب پسوند یونانی «آن» به معنی بدون و کلمه‌ی «آرخ» با ریشه‌ی هندو-اروپایی به معنی «آغازیدن» یا «پیشرو بودن» تشکیل شده است. این واژه از واژه‌ی یونانی «آنارشیا» (ἀναρχία) اقتباس شده است که معنای «نبود رهبر» دارد. در کاربرد رایج آنارشی هم به معنای نبود حاکم و هم هرج و مرجی که تصور می‌شود در پی نبود حاکم رخ خواهد داد استفاده می‌شود. 

## خاستگاه و تاریخچه‌ی واژه
معمولا صلح‌گرای بریتانیایی گ. لوز دیکنسون را نخستین فردی می‌دانند که «آنارشی» را به عنوان اصطلاحی در علم سیاست در کتاب‌های خود با نام «آنارشی اروپایی» (۱۹۱۶)، جنگ: طبیعت، علت و درمان آن (۱۹۲۳) و آنارشی بین‌المللی (۱۹۲۶) به کار برد. برخی معتقدند که دیکنسون از آنارشی در بافتاری استفاده کرده بود که با کاربرد مدرن آن در روابط بین‌الملل همخوانی ندارد. جک دانلی معتقد است که کتاب «صلح‌گرایی کافی نیست» (۱۹۳۵) نوشته‌ی فیلیپ کر نخستین کتابی است که از کلمه‌ی آنارشی مطابق معنای امروزین آن در روابط بین‌الملل استفاده کرده است.
کنث والتز با کتاب خود نظریه‌ی سیاست بین‌الملل (۱۹۷۹) باعث یک تغییر گفتمانی در روابط بین‌الملل شد. یک پژوهش نشان می‌دهد کلمه‌ی آنارشی در کتاب‌های روابط بین‌الملل تا قبل از سال ۱۹۷۹ به طور متوسط ۶.۹ بار استفاده می‌شد اما این عدد بعد از سال ۱۹۷۹، ۳۵.۵ بار در کتاب‌های روابط بین‌الملل استفاده شده است. نسخه‌ی ویژه‌ای از مجله‌ی سیاست جهان در سال ۱۹۸۵ و کتاب نئولیبرالیسم و منتقدان آن (۱۹۸۶) با ویرایش رابرت کوهین به طور مفصل به استفاده‌ی کنث والتز از واژه‌ی آنارشی و نقش آن در توضیح روابط بین‌الملل پرداخته است. از آن پس این واژه در پژوهش‌های روابط بین‌الملل از اهمیت ویژه‌ای برخوردار شده است.

## پی‌نوشت‌ها
1. ↑  گریفیتس، مارتین، (1388)، دانشنامه روابط بین‌الملل و سیاست جهان، ترجمه علیرضا طیب، تهران: نشر نی، صفحه 62.
2. ↑  Wendt, Alexander (1992). "Anarchy is what States Make of it: The Social Construction of Power Politics". International Organization. 46 (2): 391–425. ISSN 0020-8183.
3. ↑  Roberts, James, "Anarchy", in The Internet Encyclopaedia of International Relations, Towson University
4. ↑  "Conversations in International Relations: Interview with John J. Mearsheimer                 (Part II)". International Relations. 20 (2): 231–243. 2006. doi:10.1177/0047117806063851. ISSN 0047-1178.
5. ↑  Osiander, Andreas (1998). "Rereading Early Twentieth-Century IR Theory: Idealism Revisited". International Studies Quarterly. 42 (3): 409–432. doi:10.1111/0020-8833.00090. ISSN 0020-8833.
6. ↑  Donnelly, Jack (2015). "The discourse of anarchy in IR". International Theory (به انگلیسی). 7 (3): 393–425. doi:10.1017/S1752971915000111. ISSN 1752-9719.
7. ↑  Donnelly, Jack (2015). "The discourse of anarchy in IR". International Theory (به انگلیسی). 7 (3): 393–425. doi:10.1017/S1752971915000111. ISSN 1752-9719.
8. ↑  Oye, Kenneth A. (21 March 1986). Oye, K.A.: Cooperation under Anarchy (Paperback). press.princeton.edu.
9. ↑  Milner, Helen (1991). "The assumption of anarchy in international relations theory: a critique*". Review of International Studies (به انگلیسی). 17 (1): 67–85. doi:10.1017/S026021050011232X. ISSN 1469-9044.
10. ↑  «Books». Cornell University Press (به انگلیسی). دریافت‌شده در ۲۰۲۲-۰۱-۱۲.
11. ↑  Miller, Benjamin (1995). When Opponents Cooperate. The University of Michigan Press.